# The Bad Guys
The Bad Guys (prt: Os Mauzões; bra: Os Caras Malvados) é um filme americano de animação digital do gênero comédia de 2022 produzido pela DreamWorks Animation e distribuído pela Universal Pictures. O filme, baseado na série de livros infantis de mesmo nome de Aaron Blabey, é dirigido por Pierre Perifel (em sua estreia na direção de longas-metragens) e escrito por Etan Cohen e Hilary Winston. O filme conta com as vozes de Sam Rockwell, Awkwafina, Anthony Ramos, Marc Maron, Craig Robinson, Zazie Beetz, Alex Borstein, Richard Ayoade e Lilly Singh.
The Bad Guys foi lançado em várias regiões, incluindo a América Latina em 17 de março de 2022, e na Austrália em 31 de março de 2022 e em outras regiões da Europa e Ásia no início de abril. O filme teve uma exibição no tapete vermelho no Ace Hotel Los Angeles em 12 de abril de 2022, antes de ser lançado nos Estados Unidos em 22 de abril, nos formatos 2D e RealD 3D. Ele recebeu críticas geralmente positivas dos críticos.

## Enredo
O Sr. Lobo, o Sr. Cobra, o Sr. Piranha, o Sr. Tubarão e a Srta. Tarântula são uma gangue de animais criminosos antropomórficos que cometem vários crimes pela cidade. O Sr. Lobo é o líder do grupo; o Sr. Cobra é perito em abrir cofres e desvendar senhas; a Srta. Tarântula é a hacker; o Sr. Tubarão é o mestre dos disfarces; e o Sr. Piranha, que solta um gás fedorento e é extremamente psicopata. Eles são sempre perseguidos pela chefe Misty, que tenta sempre capturar a gangue, mas não consegue.
Depois de cometerem mais um assalto, a gangue retorna ao seu covil secreto, e acabam assistindo uma noticia da governadora Diane Raposina, que insulta a gangue na frente da TV, deixando o Lobo irritado e agora ele planeja roubar o prêmio Golfinho de Ouro, que é dado para os cidadãos mais respeitados e gentis da cidade. O vencedor daquele ano seria o filantropo Professor Marmelada, que é conhecido por descobrir um asteróide em formato de coração em uma cratera no meio da cidade.
A gangue se infiltra na premiação do Golfinho dourado; Lobo até chega conversar pessoalmente com a governadora Diane, como parte do plano, e os dois acabam flertando. Depois disso, ele tenta furtar uma bolsa de uma senhora idosa, mas ela acaba tropeçando e quase cai da escadaria; o Lobo salva ela e a senhora idosa elogia o Lobo, afirmando ser um "rapaz legal", o que o deixa eufórico, mas mesmo assim ele ainda continua com o plano. Enquanto ele e o Cobra tentam roubar o troféu que estava nos bastidores, eles são descobertos e os criminosos são presos.
Cansado de serem vistos como criminosos, o Lobo convence Marmelada com a aprovação de Diane a reformá-lo, para deixarem de ser maus e se tornarem "caras legais", e ela então aceita e encarrega Marmelada a mudar os criminosos. O resto da gangue ficam duvidosos ao saber o porquê o Lobo quer deixar de ser mau, e ele afirma que na verdade seria apenas um golpe, para roubar o Golfinho dourado de forma honesta, e todos os criminosos concordam com o plano.
No dia seguinte, a gangue é levado para a mansão do Professor Marmelada e ele começa a passar alguns testes de bondade como compartilhar, salvar um gatinho de uma árvore e atravessar a rua com uma idosa, mas suas lições provam ser uma luta com eles, aparentemente incapazes de se adaptar ao conceito de bom comportamento. Marmelada resolve tentar um outro teste; ele leva a gangue em uma fabrica onde vários porquinhos da Índia estão mantidos em cativeiro de forma ilegal, e manda os criminosos tentarem invadir a fábrica e libertar todos eles. Cobra se oferece a libertar os porquinhos da Índia, mas acaba comendo todos eles, forçando os outros a fazer o Cobra cuspir os bichinhos. A multidão que estava protestando do lado de fora percebe a presença dos criminosos.
Naquela noite, Diane aparece na mansão e decide cancelar o experimento, mas cede quando o Lobo confessa que despreza sendo odiado por sua espécie, com a governadora admitindo que ela o entende e que ainda tem esperança nele. Depois dela ir embora, o Lobo resolve salvar um gatinho que estava preso numa árvore e ele consegue, e Marmelada aparece filmando a atitude do Lobo salvando o gato. No dia seguinte, uma noticia informa sobre a filmagem do Lobo salvando o gato e a gangue começa a ser reconhecida como os caras legais. O Cobra começa a ficar preocupado e teme estar perdendo contato com seu amigo.
O Lobo arquiteta um novo assalto, em que o plano seria que Piranha e Tubarão iriam distrair a multidão durante a premiação do Golfinho dourado, assim o Cobra com a ajuda da Tarântula iriam destrancar uma maleta da chefe Misty, que estaria presente no evento. Eles iriam pegar uma chave que destrancaria um pote de vidro onde estava guardado o troféu, e as luzes se apagariam, eles iriam trocar por um falso e fugirem dali quando as luzes serem religadas.
Na noite do evento, o Piranha e o Tubarão se apresentam em um show de Jazz durante o baile de gala, e Lobo convida Diane para dançar junto com ele, o que desperta um certo romance entre os dois. Cobra consegue roubar a senha da tranca onde estava guardado o troféu, junto com a Tarântula. Depois do baile de dança, a gangue vai para o palco e antes de Marmelada receber o prêmio, o Lobo faz um discurso. A ideia era que ele apertaria um botão para desligar as luzes, mas ao perceber que estava sendo reconhecido com um cara legal, ele não aperta o botão. De repente, as luzes se apagam e quando são religadas, o meteorito que estava em exposição, desaparece. A gangue acaba levando a culpa pelo sumiço do asteróide, e desesperados, eles tentam fugir, e o Lobo passa para Diane o endereço de seu covil.
Quando a gangue é presa novamente, Marmelada os encontra em particular dentro do camburão e revela que ele roubou o meteorito e se disfarçou da senhora idosa que o Lobo salvou e fez este ajudar a manipular a gangue para eles assumirem a culpa. Revoltado, Lobo ataca o professor, mas ele abre a porta do camburão, revelando para multidão que deduzem que Lobo não havia mudado.
Diane, ao receber o endereço, ela vai até o Covil secreto, e vê todas as coisas roubadas. Enquanto isso, na prisão, o Lobo explica para sua gangue que ele não quer mais ser um criminoso e que eles podem ser melhores, mas Cobra se recusa, o que gera um briga entre a gangue, quando de repente uma notória criminosa, os resgata, revelando-se Diane, que conta também que se reformou quando tentou roubar o prêmio para ela mesma. Ao chegar na costa, a gangue abandona amargamente o Lobo por traí-los.
Quando eles retornam ao covil, eles o encontram completamente vazio, já que Lobo revelou sua localização a Diane como compensação por seus crimes. Depois que Cobra voluntariamente dá ao Tubarão um picolé no fundo de uma geladeira, os criminosos percebem que podem mudar seus caminhos e continuar a ajudar o Lobo. No entanto, Cobra nega e os abandona. Enquanto isso, Lobo e Diane invadem a mansão de Marmelada, mas são pegos em uma armadilha. O porquinho da índia prende eles e revela o seu plano maligno, que é controlar a mente de todos os porquinhos da Índia usando uma força magnética emitida pelo meteorito, para assim roubar o dinheiro que estava sendo financiado para caridade. Para surpresa de Lobo, o Cobra havia mudado de lado e se aliou ao Marmelada.
Antes que eles possam acabar com os dois, eles são resgatados pelo restante dos bandidos. Eles então pegam o meteorito e tentam frustrar os planos de Marmelada. Depois de um esforço agitado, a gangue chega à delegacia para entregar o meteorito até decidirem ir atrás do Cobra e trazê-lo de volta apesar de sua traição. Durante a perseguição, Marmelada trai o Cobra como uma vantagem, e os bandidos arriscam suas vidas para salvá-lo, negociando com Marmelada por sua segurança em troca do meteorito.
Depois de resgatar Cobra e destruir o capacete de controle mental de Marmelada, os criminosos se entregam às autoridades para impedir que Diane revele seu antigo passado. Marmelada tenta levar o crédito por recuperar o meteorito, mas ele descobre que é um meteorito falso e que Cobra havia planejado desde o inicio, tendo destruído o verdadeiro que explode violentamente sua mansão junto com ele de longe, revelando-o como o ladrão. Quando o meteorito falso cai em Marmelada, um diamante que ele roubou de Diane também cai de suas mãos, e as autoridades reconhecem como tendo sido roubado pela Pata Escarlete anos atrás; como resultado, a sua reputação é destruída e acaba sendo preso junto com a gangue, só que sentenciado a prisão perpetua.
Um ano depois, a gangue é finalmente liberada da prisão por bom comportamento, e assim eles começam suas novas carreiras de combate ao crime, com Diane participando da gangue.

## Elenco
- Sam Rockwell[5] como Sr. Lobo[6], Em Portugal com a voz de Thomas Alves.[7] No Brasil com a voz de Romulo Estrela.[8]
- Awkwafina como Srta. Tarântula, Em Portugal com a voz de Manuel Marques. No Brasil com a voz de Nyvi Estephan
- Anthony Ramos como Sr. Piranha, Em Portugal com a voz de Tiago Retrê. No Brasil com a voz de Luis Lobianco
- Marc Maron como Sr. Cobra, Em Portugal com a voz de   Pedro Bargado  No Brasil com a voz de Sergio Guizé.
- Craig Robinson como Sr. Tubarão,  No Brasil com a voz de Babu Santana
- Zazie Beetz como Diane Raposina, No Brasil com a voz de Agatha Moreira
- Alex Borstein como Chefe Misty, No Brasil com a voz de Isabela Quadros
- Richard Ayoade como Professor Marmelada, No Brasil com a voz de Sergio Stern.
- Lilly Singh como TMZ repórter!, No Brasil com a voz de Pamella Rodrigues

## Produção
Em 22 de julho de 2017, vários estúdios manifestaram interesse em adaptar a série de livros infantis The Bad Guys para um filme. Em março de 2018, a Variety relatou que a DreamWorks Animation estava desenvolvendo um filme baseado na série de livros, com Etan Cohen escrevendo o roteiro. No ano seguinte, em outubro, foi relatado que o filme seria dirigido por Pierre Perifel (em sua estreia como diretor de longas-metragens), com Cohen e Hilary Winston contratados para escrever o roteiro do filme. O filme foi descrito como tendo "uma reviravolta no gênero policial semelhante ao que Shrek fez nos contos de fadas, e o que Kung Fu Panda fez para o gênero de Kung Fu ". A produção do filme foi feita remotamente durante a pandemia de COVID-19.
Em 28 de julho de 2021, o elenco foi anunciado com Etan Cohen, o autor do livro, Aaron Blabey, e Patrick Hughes definidos para servirem como produtores executivos do filme. No mesmo dia, o diretor Pierre Perifel anunciou quem seria a voz de cada personagem em seu Instagram.

### Animação e design
A inspiração para o design do filme veio de Spider-Man: Into the Spider-Verse, da Sony Pictures Animation, que abriu uma oportunidade para a DreamWorks lançar algo que fosse mais ilustrativo e estilizado do que seus outros filmes. O design dos personagens foi inspirado na série de livros, mas também se inspirou em Hergé, Toriyama, Uderzo, Franquin e Moebius e uma mistura de estilos dos diretores Luc Besson, Guy Ritchie, Steven Soderbergh e Quentin Tarantino. A cena de abertura do filme, inspirada na cena de abertura do filme de Tarantino, Pulp Fiction é a cena mais longa da história da DreamWorks Animation - dura dois minutos, 25 segundos e sete quadros.

## Música
Em 22 de junho de 2021, Daniel Pemberton anunciou que seria o compositor da trilha sonora do filme.

## Lançamento
Em 7 de outubro de 2019, foi relatado que o filme seria lançado nos cinemas dos Estados Unidos em 17 de setembro de 2021. Em dezembro de 2020, o filme foi adiado, embora tenha sido confirmado que teria uma nova data "nas próximas semanas ". Em março de 2021, a data de lançamento foi agendada para 15 de abril de 2022 nos Estados Unidos. Em outubro de 2021, foi adiado novamente por uma semana para 22 de abril. The Bad Guys teve uma exibição de tapete vermelho no Ace Hotel Los Angeles em 12 de abril de 2022, com a presença de Beetz. Em 1º de março de 2022, a Universal retirou o lançamento na Rússia em resposta à invasão russa da Ucrânia.
No Brasil, o filme foi lançado em 17 de março de 2022. Em Portugal, o filme foi lançado em 14 de abril.

## Recepção

### Bilheteria
Até 22 de abril de 2022, The Bad Guys arrecadou US$ 8 milhões nos Estados Unidos e Canadá e US$ 54,5 milhões em outros territórios, totalizando US$ 62,5 milhões em todo o mundo.
Nos Estados Unidos e no Canadá, The Bad Guys foi lançado junto de The Unbearable Weight of Massive Talent e The Northman, e foi projetado para arrecadar entre US$ 13 a 20 milhões em 4.008 cinemas em seu fim de semana de estreia. O filme arrecadou cerca de US$ 8 milhões em seu primeiro dia, incluindo US$ 1,15 milhão nas prévias de quinta-feira à noite, aumentando as projeções para US$ 25 milhões.
Fora dos EUA e Canadá, o filme arrecadou US$ 8,5 milhões em 25 mercados internacionais em seu fim de semana de estreia. Isso incluiu uma forte abertura de US $ 1,7 milhão na Espanha, onde terminou à frente de The Batman e empatou com Encanto como a melhor estreia no país durante a pandemia de COVID-19. Em seu segundo fim de semana, faturou US$ 6,5 milhões em 37 mercados. Seu terceiro fim de semana somou US$ 10,5 milhões, que incluiu uma estreia de US$ 3,1 milhões no Reino Unido e US$ 1,7 milhão na Austrália, onde o filme teve a melhor abertura para um filme de animação desde o início da pandemia. Ele faturou US$ 7,5 milhões em seu quarto fim de semana, que incluiu uma estreia na França de US$ 1,5 milhão. O filme ultrapassou a marca de US$ 50 milhões fora dos EUA e Canadá em seu quinto fim de semana, antes de seu lançamento na América do Norte, depois de somar US$ 6,5 milhões.

### Crítica especializada
No site agregador de críticas Rotten Tomatoes, The Bad Guys tem um índice de aprovação de 87% com base em 120 críticas, com uma classificação média de 6,80/10. O consenso crítico do site diz: "Acelerado, engraçado e cheio de apelo visual colorido, The Bad Guys é uma opção para o público que procura um filme que toda a família pode desfrutar". No Metacritic, que usa uma média ponderada, atribuiu ao filme uma pontuação de 64 em 100 com base em 21 críticas, indicando "críticas geralmente favoráveis". O público entrevistado pelo CinemaScore deu ao filme uma nota média de "A" em uma escala de A+ a F.
Kristen Page-Kirby, do The Washington Post, deu 3 estrelas de 4 e concluiu: "A moral da história não é um grande golpe. Não que precise. (Não podemos todos ser Encanto) Ainda, é inteligente, visualmente interessante e muito, muito engraçado. Mesmo quando o humor é vulgar, faz sentido narrativo. Uma piada sobre flatulência é muito mais engraçada quando é essencial para o enredo. The Bad Guys entendem isso. Na verdade, The Bad Guys conseguem muitas coisas. Ele sabe exatamente o que é – e o que se propõe a fazer, faz bem. É um filme de assalto com coração e humor, e onde está o crime nisso?”. Ryan Leston, da IGN, deu uma classificação de 8 em 10 e escreveu: "É um filme de assalto liso e hilário com baldes de risadas e muito coração. É Onze Homens e Um Segredos encontrando Chapeuzinho Vermelho com o Lobo de Sam Rockwell fazendo uma ofensiva de charme para ficar fora da prisão... e ele pode conquistá-lo no processo. Richard Ayoade tem uma explosão como o hipócrita Professor Marmalade e todo o elenco de voz traz seu A-game com algumas gags estelares que vão fazer você cair na gargalhada. The Bad Guys é uma aventura divertida e familiar que está repleta de ação e cheia de risadas.". Richard Roeper, do Chicago Sun-Times, deu ao filme 3,5 estrelas de 4, e comentou que "A animação combina 2D e 3D com um visual que o lembrará de um desenho animado, apenas muito mais nítido e deslumbrante. Não há nada fotorrealista na animação; é estilizado e tem uma definição muito específica de Heist Movie Los Angeles, com o céu tão brilhante que está quase superexposto, e ainda de alguma forma criando uma vibe noir. Este é um filme de ótima aparência com atuações fantásticas, algumas mensagens adoráveis, desfile de risadas sólidas - algumas que as crianças vão gostar e outras tantas direcionadas diretamente para as crianças adultas na plateia.".
Wendy Ide, do The Guardian, deu 3 estrelas de 5 e disse: Como Roger Rabbit, o ritmo deve-se ao frenesi demente das animações clássicas de Looney Tunes, mas o filme também acena para filmes de assalto, principalmente a série Oceans. É deliberadamente absurdo – os disfarces raramente são mais convincentes do que o tipo de combinação de nariz falso e bigode que você pode encontrar em um biscoito. Mas há um núcleo de credibilidade onde importa: Nas respostas fáceis e nas amizades totalmente desenvolvidas. É afiado, bobo e frequentemente muito engraçado.".

## Futuro
Em abril de 2022, após o lançamento do filme, Perifel disse que adoraria fazer uma sequência do filme.